# Victoria Díez Bustos de Molina
Victoria Díez Bustos de Molina (11. listopadu 1903, Sevilla – 12. srpna 1936, Hornachuelos) byls španělská učitelka a římská katolička, členka Tereziánského institutu, zabitá pro svoji víru během španělské občanské války. Katolická církev ji uctívá jako blahoslavenou mučednici.

## Život
Narodila se dne 11. listopadu 1903 v Seville jako jediné dítě rodičům Josému Díezi Morenovi a Victorii Bustos de Molina.
Od roku 1919 sudovala v Seville, stala se učitelkou a v roce 1923 získala magisterský titul v pedagogice. V roce 1927 byla poslána učit do Cheles, poblíž hranic s Portugalskem, a poté byla 13. června 1928 poslána do Hornachuelos, kde učila až do své smrti. Dostávala se zde však později do konfliktů s úřady. V roce 1928 vstoupila do Tereziánského institutu, který založil sv. Pedro Poveda Castroverde, a měla oddanost sv. Terezii z Ávily. Sbírala oblečení a potraviny i léky pro chudé lidi. Udržovala korespondenci s Maríí Josefou Segovia Morón, která byla také členkou Tereziánského institutu.
Po vypuknutí španělské občanské války začala ve Španělsku perzekuce katolické církve. Dne 11. srpna 1936 byla zatčena, kdy do místnosti kde učila vstoupili dva ozbrojení muži a odvedli ji. Políbila svou matku, která byla přítomna, zamávala ostatním ženám na rozloučenou a následovala muže ven. Ti ji poté odvezli do záchytného centra. Dne 12. srpna ve 2:00 byla ona a sedmnáct zajatých mužů probuzeni a vykázáni ven. Byli nuceni pochodovat po stezce tři hodiny a několik mužů přitom zkolabovalo. Své společníky při těžké cestě povzbuzovala k vytrvalosti i když si uvědomovala, že budou zabiti. Po dlouhé cestě byla za úsvitu spolu s ostatními zastřelena a těla popravených byla vhozena do opuštěné šachty. Její poslední slova před smrtí byla: „Ať žije Kristus Král!“ Její ostatky byly později 11. prosince 1965 přeneseny. Jsou uchovávány do domu Tereziánského institutu v Córdobě.

## Úcta
Dne 6. července 1993 podepsal papež sv. Jan Pavel II. dekret o jejím mučednictví. Blahořečena pak byla dne 10. října 1993 na Svatopetrském náměstí papežem sv. Janem Pavlem II.
Její památka je připomínána 12. srpna.